# Псковський район
Пско́вський райо́н (рос. Псковский район) — муніципальне утворення у складі Псковської області, Російська Федерація.
Адміністративний центр — місто Псков, яке адміністративно не входить в район, а утворює самостійне муніципальне утворення в складі Псковської області — міський округ Псков. До складу району входить 10 муніципальних утворень а також Територія Залітських островів.